# 웅양로
웅양로(Ungyang-ro, 熊陽路)는 경상남도 거창군 거창읍 송정 교차로와 웅양면 한기리 배터재(배티고개)를 잇는 경상남도의 도로이다.

## 역사
- 1975년 11월 22일 : 거창군 웅양면 산포리 ~ 금릉군 대덕면 문외리 구간 개통[1]
- 2005년 1월 27일 : 거창읍 통과 구간을 폐지하고 거창읍 송정리 ~ 주상면 성기리 구간으로 노선 변경[2]
- 2009년 7월 10일 : 2개 이상 시·도에 걸쳐 있는 도로로 웅양로를 고시[3]

## 주요 경유지
경상남도
- 거창군 (거창읍 · 주상면 · 웅양면)

## 노선
| 이름                   | 접속 노선                                                  | 소재지 | 소재지                                                    | 비고                        |
| ---------------------- | ---------------------------------------------------------- | ------ | --------------------------------------------------------- | --------------------------- |
| 송정 교차로            | 국도 제3호선 국도 제24호선 국도 제26호선 (거함대로) 거안로 | 거창군 | 거창읍                                                    | 국도 제3호선 구간           |
| 송정교                 |                                                            | 거창군 | 거창읍                                                    | 국도 제3호선 구간           |
| 가지 교차로            | 거열로4길                                                  | 거창군 | 거창읍                                                    | 국도 제3호선 구간           |
| 죽동 교차로            | 동변길 지내2길                                             | 거창군 | 거창읍                                                    | 국도 제3호선 구간           |
| 주상터널               |                                                            | 거창군 | 거창읍                                                    | 국도 제3호선 구간 연장 565m |
| 주상터널               | 주상면                                                     | 거창군 |                                                           | 국도 제3호선 구간 연장 565m |
| 도평 교차로 (도평교)   | 지방도 제1089호선 (주곡로)                                 | 거창군 | 국도 제3호선 구간 김천 방면 진입 불가 거창 방면 진출 불가 |                             |
| 주상 교차로 (주상육교) | 당대고개길                                                 | 거창군 | 국도 제3호선 구간 김천 방면 진출 불가 거창 방면 진입 불가 |                             |
| 새터 교차로            | 미기들길 신촌길                                            | 거창군 | 국도 제3호선 구간                                         |                             |
| 성기 교차로            | 국도 제3호선 (거창 ~ 김천간 도로) 원성기1길                | 거창군 | 국도 제3호선 구간                                         |                             |
| 웅양면사무소           |                                                            | 거창군 | 웅양면                                                    |                             |
| 강천삼거리             | 지방도 제1099호선 (우두령로)                               | 거창군 | 웅양면                                                    |                             |
| 군암리                 | 고웅길                                                     | 거창군 | 웅양면                                                    |                             |
| 배터재 (배티고개)      |                                                            | 거창군 | 웅양면                                                    |                             |
| 남김천대로와 직결      |                                                            |        |                                                           |                             |

## 주요 건물 및 시설
- 웅양초등학교 (경상남도 거창군 웅양면 웅양로 1403)
- 웅양우체국 (경상남도 거창군 웅양면 웅양로 1429)
- 웅양면사무소 (경상남도 거창군 웅양면 웅양로 1431)
- 웅양파출소 (경상남도 거창군 웅양면 웅양로 1432)
- 하성단노을생활문화센터 (구 하성초등학교, 경상남도 거창군 웅양면 웅양로 2309)
- 거창북부농협 가공사업소 (경상남도 거창군 웅양면 웅양로 2313)